# Мефедівка
Мефедівка (до 2009 — Мефодівка) — село в Україні, у Зноб-Новгородській селищній громаді Шосткинського району Сумської області. Населення становить 330 осіб. До 2016 орган місцевого самоврядування — Кренидівська сільська рада.

## Географія
Село Мефедівка знаходиться на відстані 0,5 км від села Четвертакове, за 2,5 км — село Кренидівка, за 4 км — смт Зноб-Новгородське. В селі знаходиться кілька ставків.

## Назва
Свою назву Мефедівка запозичила від імені козака Мефеди, який поселив її з дозволу польських магнатів П'ясочинських.

## Символіка
На гербі зображений ведмідь що йде по лезу шаблі, внизу козацький хрест. Козацька шабля та хрест символізують козака Мефеду, засновника села. Чорний ведмідь і жовтий колір узяті з родинного герба Завадовських (основа герб Равич), багаторічних власників села. Зелений і жовтий кольори - ліси і поля біля села. Герб також можна прокоментувати наступним чином - Ведмідь по лезу шаблі йде, але не упаде.

## Історія
Згідно зі свідченнями місцевих жителів, які вони давали в ході Генерального слідства про маєтності Стародубського полку 1729 р., Мефедівка була поселена козаком Мефедом «за дозволом шляхтича польського Пясочинського» і протягом трьох років до того часу, «як гетьман Хмельницький з військом козацьким звільнив Україну від ярма польського», перебувала у володінні Пясочинського.
Після звільнення України від поляків Мефедівка була включена в розряд «вільних військових» сіл, призначених для «нагородження військовослужбовців, хто буде за свої служби гідний милості монаршої і рескрипту військового» і в 1722 році надана наказним гетьманом Павлом Полуботком і генеральною старшиною Семену Яковичу Галецькому, новгородському сотнику з 1722 по 1723 рік. Проте вже в наступному році, 14 грудня 1723 р., вона була в нього відібрана і повернена у відомство Новгород-Сіверської ратуші зважаючи на відсутність у нього «указу Його Імператорської Величності про віддачу йому села у вічне або тимчасове володіння».
По ревізії 1723 в Мефедівці значився 71 двір і 16 хат, з яких Новгород-Сіверському магістрату належало 52 двори і 16 хат, а козакам — 19 дворів.
29 червня 1730 гетьман Данило Апостол надав Мефедівку генеральному обозному Якову Юхимовичу Лизогубу (1675 — 24.01.1749), який був онуком гетьмана Петра Дорошенка. На той час в селі проживало 22 козака: Андрій Ващенко, Левон Шадар, Яків Овсієнко, Олексій Федотенко, Петро Петров, Данило Салдатенко, Данило Підгайний, Іван Роговий, Гнат Солдатенко, Артем Редя, Мойсей Тишків, Іван Солдатенко, Осип Коваль, Дмитро Шаповал, Ісай Асаул, Федір Роговий, Максим Єрченко, Хлор Андрощин, Данило Михайленко, Федір Мішченко, Дмитро Миколаєнко і Осип Приходченко, за якими були збережені їх земельні наділи і пасовища. У володінні Якова Лизогуба Мефедівка перебувала до 1745 року, після чого була зарахована до рангових володінь суддів і надана на ранг генеральному судді Малоросійського генерального суду Федору Івановичу Лисенко, який володів нею до своєї смерті, яка настала 5 січня 1751.
Після смерті Федора Лисенка Мефедівка в 1756 році була надана на ранг генеральному судді Іллі Васильовичу Журману (? — 1783), який на момент проведення Румянцевим опису Малоросії 1765—1768 рр. володів в ній 83 дворами і 20 бездворовими хатами.
11 грудня 1775 Катерина II виключила Мефедівку з рангових володінь суддів і надала її у вічне і спадкове володіння одному з своїх фаворитів Петру Васильовичу Завадовському (10.01.1739 — 10.01.1812), який з 8 вересня 1802 займав пост міністра народної освіти Росії, а з 1 січня 1810 — голови Департаменту законів Державної Ради.
Це викликало невдоволення у І. В. Журмана, і він порадив своїй дружині Гафії Давидівні Стрешенцовій повивозили з Мефедівки все найцінніше, «як то гроші та інше (крім казанів і гіршої худобини), але так майстерно, щоб ні мужики і ніхто інший примітити не міг». Виконала Чи Агафія Давидівна пораду чоловіка, ми не знаємо.
На момент опису Новгород-Сіверського намісництва 1779—1781 рр. за П. В. Завадовським в Мефедівці значилось 94 двори і 115 хат, за козаками — 4 двори і 10 хат, за підпомічниками — 17 дворів і 18 хат, за «приїжджою» — 1 двір і 3 хати і за бунчуковим товаришем Іваном Степановичем Судієнко — 2 двори і 5 хат. У зазначений час в селі проживало 152 обивателя зі своїми сім'ями, які займалися вирощуванням конопель і виготовленням з неї пеньки і конопляної олії.
Після смерті П. В. Завадовського його мефедівські володіння перейшли у спадок до його дружини Віри Миколаївни Апраксиної (2.02.1768 — 22.11.1845), двом синам: Олександру Петровичу Завадовському (12.08.1794 — 27.10.1856) та Василю Петровичу Завадовському (15.07.1798 — 10.10.1855) і трьом дочкам: Софії Петрівні Завадовській (у шлюбі Козловській) (1795 — 23.02.1829), Аглаїді Петрівні Завадовській (у шлюбі Мержеевській) (1799 — ?) та Тетяні Петрівні Завадовській (у шлюбі Каблуковій) (19.04.1802 — 5.01.1884).
Однак у зв'язку з тим, що дружина Петра Васильовича після його смерті почала вести розгульний спосіб життя, а сини пристрастилися до азартних ігор і програли не одну сотню тисяч рублів, Олександр І наказав все їхні маєтки взяти в опіку, а їх опікуном призначив П. В. Завадовського радника Миколи Йосиповича Рославця, предводителя дворянства Могилянського повіту Чернігівської губернії.
Напередодні скасування кріпосного права, в 1859 році, у Мефедівца значилося 250 дворів, у яких проживав 1101 житель, 519 чоловіків і 582 жінок. Більшість з них були кріпаками і належали спадкоємцям П. В. Завадовського, які в 1861 році володіли в селі 343 кріпаками чоловічої статі. Завадовські були не єдиними мефедівськими поміщиками. Крім них, у селі перебували володіння В. Ф. Юркевича, Е. А. Савицької і інших власників. У цей час в Мефедівці працювали 6 вітряних млинів, 1 лавка, 1 крупорушка, 1 магазин з продажу бакалійних товарів Е. М. Туманского і ряд інших невеликих торгових і промислових підприємств.
У 1905—1906 рр. в селі відбувалися селянські виступи проти місцевих поміщиків, які супроводжувалися самовільною вирубкою поміщицьких лісів і розправою над кількома працівниками лісової варти поміщика Псела і двома поліцейськими стражниками, які приїхали розшукувати викрадений ліс.
Здавна в Мефедівці функціонувала дерев'яна Миколаївська церква, у якій на момент опису Новгород-Сіверського намісництва 1779—1781 рр. служив один священик і два церковника. Церква була побудована до 1730 року, про що свідчить факт передачі в археографічну комісію благочинним священиком села Олтар М. Г. Лубенцовим 20 копій з синодальних указів і пастирських послань київських митрополитів за 1730—1748 рр. що зберігалися в архіві мефедівської церкви. До початку 30-их років XIX століття мефедівська церква занепала, і в 1836 році в селі була побудована нова дерев'яна церква. Миколаївська церква входила до складу Кренидівсько-Мефедівського приходу, настоятелем якого в 1879 році був священик Василь Самбурський.
У жовтні 1860 р. в селі була відкрита церковно-приходська школа, у якій в 1860—1861 навчальному році навчалося 23 хлопчика і 2 дівчинки, а в 1861 році (за іншими даними, в 1868 році) — земська школа, у якій в 1901 році навчалося 57 хлопчиків і 6 дівчаток. Школа знаходилася в громадському будинку і утримувалася за рахунок коштів земства в сумі 225 крб. і сільського товариства в сумі 75 крб.
12 червня 2020 року, відповідно до розпорядження Кабінету Міністрів України № 723-р «Про визначення адміністративних центрів та затвердження територій територіальних громад Сумської області», село увійшло до складу Зноб-Новгородської селищної громади.
19 липня 2020 року, в результаті адміністративно-територіальної реформи та ліквідації Середино-Будського району, село увійшло до складу новоутвореного Шосткинського району.

## Відомі люди
В поселенні народилися:
- Виходець Володимир Васильович — український військовик, учасник російсько-української війни[3].
- Есаулко Григорій Григорович (1923—1945) — радянський вояк.
- Четвертаков Єрмолай Васильович (1781 — після 1814) — герой Франко-російської війни 1812 року, солдат Київського драгунського полку.